# Lottefors kapell
Lottefors kapell är ett kapell i samhället Lottefors i Bollnäs kommun. Kapellet tillhör Bollnäs församling i Uppsala stift.

## Kapellet
Kapellet är inrett i övervåningen på en herrgårdsbyggnad som 1931 flyttades till sin nuvarande plats. Tidigare fanns byggnaden i Lottefors bruk. Första söndagen i advent 1931 invigdes kapellet av domprost Gustaf Lizell.
En fristående klockstapel uppfördes 1949 med ekonomiskt bidrag från Bollnäs församling. En kyrkklocka tillkom med hjälp av en privat donation.

## Inventarier
Vänster om altaret står en cylindrisk predikstol.

### Orgel
- 1990 fanns ett harmonium i kapellet.[1]